# Pseudomacraspis beryllina
Pseudomacraspis beryllina är en skalbaggsart som beskrevs av Wilhelm Ferdinand Erichson 1847. Pseudomacraspis beryllina ingår i släktet Pseudomacraspis och familjen Rutelidae. Inga underarter finns listade i Catalogue of Life.